# Aeroportul Lisala
Aeroportul Lisala (IATA: LIQ, ICAO: FZGA) este un aeroport din Lisala, Provincia Mongala, Provincia Équateur, Republica Democratică Congo.
Situat la o altitudine de 460 m, aeroportul dispune de 1 pistă.

## Infrastructură

### Piste
Aeroportul dispune de o singură pistă. Pista are orientarea 23/5. 